# 維多莉亞 (2015年電影)
《維多莉亞》是一部2015年德國犯罪驚悚片，為塞巴斯提安·舒波執導。由蕾雅·柯絲塔與腓特烈·勞主演。本片所採用的拍攝手法為一鏡到底的特破性拍攝手法。電影入圍了第65屆柏林影展的主要競賽單元，在此獲得了最佳藝術貢獻攝影獎。並還獲得德國電影獎的六個獎項，其中包括最佳影片獎。

## 劇情
故事敘述美麗的維多莉婭與男孩們一起離開夜店，結束一場瘋狂派對後，男孩們原來早有其他計畫，初認彼此不久的維多莉亞接受了其邀約，使得這柏林之夜演變成一場銀行劫案。

## 特色
爲配合導演一鏡到底的特破性拍攝手法，鏡頭的設定及整個拍攝的流程都經過特別安排。此兩小時多的電影，衹根據短短十二頁的劇本來敘述故事，因此所有演員的對話，均需要加入大量臨場發揮，並根據拍攝進度而有所修改。某些場景所拍攝的時間，跟演員的對話互相關聯，並沒有完全依照計劃來進行。
電影有三個完整的版本，最後一個版本被採用作最終的電影版，一刀未剪。雖然拍攝時間極短，但整個拍攝團隊均投放了十分多的時間去綵排，因此製作時間並不比一般的電影短。
最後的版本攝於2014年4月27日凌晨四時半到早上七時，拍攝地點爲柏林十字山及柏林市中心。導演起用了六個助理及三隊收音團隊，拍攝用的攝影機爲Canon C300，並用了超過150支脚架。

## 演員
- 蕾雅·柯絲塔 飾 維多莉婭（Victoria）
- 腓特烈·勞 飾 桑尼（Sonne）
- 法蘭茲·羅戈斯基 飾 博克瑟（Boxer）
- 馬克斯·馬福 飾 弗斯（Fuss）
- 布拉克·伊吉特 飾 布林克（Blinker）
- 安德瑞·海尼克 飾 安迪（Andi）

## 外部連結
- 互联网电影数据库（IMDb）上《維多莉亞》的资料（英文）
- 爛番茄上《維多莉亞》的資料（英文）
- Metacritic上《維多莉亞》的資料（英文）